# Дубравчани
45°26′ пн. ш. 15°26′ сх. д. / 45.44° пн. ш. 15.44° сх. д.
Дубравчани (хорв. Dubravčani) — населений пункт у Хорватії, у Карловацькій жупанії у складі громади Нетретич.

## Населення
Населення за даними перепису 2011 року становило 243 осіб.
Динаміка чисельності населення поселення: